# Giga Folkmusik
Giga Folkmusik är ett svenskt, oberoende skivbolag bildat 1976. Bolaget arbetar uteslutande med att ge ut svensk folkmusik och har sitt säte i Mockfjärd. Bolaget startades i Falun av spelmännen Magnus Bäckström och Per Gudmundson. Ljudtekniker var oftast Mats Hellberg. Från 1986 övertogs bolaget av Hellberg och Jonny Soling, och 1993 blev Hellberg ensam ägare. Den första utgåvan med de nya ägarna, GLP-12, fick också den nya design som sen behållits, med ett svartvitt foto mot mörkröd bakgrund. Bolaget fortsatte att producera skivor fram till Hellbergs död 2006. Därefter utgavs endast de produktioner som fått fonogramstöd från Statens Kulturråd (GCD 73, 75, 79 och 80), samt en produktion som gjorts helt fristående (GCD 81–82). Ägarna var oftast också producenter för fonogrammen, utom där annat anges nedan.
Bland de artister som Giga har gett ut finns Pelle Björnlert, Johan Hedin, Kalle Almlöf, Mats Berglund, Ola Bäckström, Ellika Frisell, Per Gudmundson, Ole Hjorth, Kungs Levi Nilsson, Pers Hans Olsson, Simon Simonsson, Jonny Soling, Björn Ståbi, Hjort Anders Olsson, Nils Agenmark, Päkkos Gustaf m.fl.

## Diskografi

### LP,EPochkassetterefter utgivningsår
- GLP 1. Låtarna lever: Folkmusik från Rättvik och Ore. Per Gudmundson, Magnus Bäckström. Insp. 1976 av Nils Wålstedt. 1976
- GLP 2. Österdalskt: Låtar från Ore, Rättvik och Boda. Per Gudmundson, Magnus Bäckström, Kicken, Ingrid och Bror Ingels. Insp. 1977–1978 av Nils Wålstedt. 1978
- GLP 3. Låtar på Bodamål. Boda spelmanslag. Insp. 1979 av Hellberg & Wålstedt. 1979, återutg. 2002.
- GLP 4. Trallarnas skiva. Agneta Stolpe, Alf Tangnäs, Bäckström, Gudmundson, Hökpers, Arnberg m.fl. Insp. 1979–1980. 1980
- GLP 5. Päkkos Gustaf, Bingsjö. Med Jonny Soling och Hjärp Erik. Insp. 1980–1981 av Hellberg & Wålstedt. 1981
- GLP 6. Herbert Dragsten, Mockfjärd. Med Matts Arnberg, Lars Hökpers och Erik Westman. Insp. 1981, producerad av Mats Hellberg. 1982
- Stuga EP 1. Rastastugan. No Krusing Boys. Insp. 1982 av Torbjörn Wallentinus, Radio Dalarna. Titellåten skriven av Peter Carlsson. Rastastugan ligger vid riksväg 70 i Gimsbärke, mellan Borlänge och Gagnef. 1982
- GLP 7. Pelle Lindström, munspelman med vänner. Bengt Wickman, Peder Åkerlund, Kenny Håkansson m.fl. Insp. 1983. 1983
- GLP 8. Per Gudmundson, säckpipa med vänner. Agneta Stolpe, Jan Winter, Ingels, Bäckström m.fl. Insp. 1982–1983. 1983, återutgiven 2015 på Caprice CAP 61001.
- GK 1. Allspelslåtar 1: Boda, Bingsjö, Rättvik, Leksand. Pål Olle, Jonas Holmén, Jonny Soling, Leif Göras, Magnus Bäckström, Kungs Levi m.fl. Insp. 1984. 1984
- GK 2. Allspelslåtar 2: Boda, Bingsjö, Rättvik, Leksand. Pål Olle, Jonas Holmén, Jonny Soling, Leif Göras, Magnus Bäckström, Kungs Levi m.fl. Insp. 1984. 1984
- GLP 9. Jonny Soling. Med Pål Olle, Ole Hjorth, Nils Agenmark. Insp. 1983–1984. 1984
- GLP 10. Strängalek och näckaspel. Totte Mattsson, Tommie Andersson, Gudmundson & Bäckström. Insp. 1983 men utgiven först 2016 på Terminus TCD-8.
- GK 3. Folkmusik i Dalarna. Fältinspelningar från Dalarnas museum 1954–1984. Producerad av Per Gudmundson och Gunnar Ternhag med teknisk hjälp av Sören Larsson, Radio Dalarna. 1985
- GK 4. Allspelslåtar 3: Ore, Orsa, Mora, Älvdalen. Magnus & Ola Bäckström, Pererik & Olle Moraeus, Björn Cederberg, Nicke Göthe, Verf Lena, Kristina Cedervall. Insp. 1985. 1985
- GK 5. Allspelslåtar 4: Ore, Orsa, Mora, Älvdalen. Bäckström x2, Moraeus x2, Cederberg, Göthe, Egardt, Cedervall. Insp. 1985. 1985
- GLP 11. Ale Möller, bouzoukispelman med vänner. Totte Mattsson, Ellika Frisell, Kattis Olsson, Per Gudmundson m.fl. Insp. 1986 av Tomas Gabrielsson, Möller producerade själv. 1986, återutgiven 2015 på Caprice CAP 61000.
- GLP 12. Nils Agenmark. Insp. 1987. 1988, återutg. på CD 1994
- GLP 13. Frihetens långdans. Pers Hans Olsson. Insp. 1987. 1988, återutg. på CD 1994
- GLP 14. Hopspelt. Kalle Almlöf, Jonny Soling. Insp. 1989. 1989, återutg. på CD 1991
- GLP 15. Längs gamla stigar och färdevägar. Simon Simonssons kvartett. Insp. 1989. 1989, återutg. på CD 1991
- GLP 16. Hjort Anderslåtar. Ole Hjorth. Insp. 1990. 1991
- GLP 17. Kungs Levi Nilsson. Insp. 1990. 1991
- GK 6. Allspelslåtar 5: Idre, Särna, Transtrand, Lima, Malung. Kalle Almlöf, Jonny Soling, Per-Olof Moll, Stig Larsson, Perjos Lars m.fl. Insp. 1989–1990. 1992
- GK 7. Allspelslåtar 6: Malung, Äppelbo, Järna, Nås. Kalle Almlöf, Joel Hermansson, Maud Granberg, Peter Hedberg, Jonny Soling m.fl. 1989–1990. 1992
- GK 8. Allspelslåtar 7: Dala Floda, Mockfjärd, Gagnef. Lars Hökpers, Mats Arnberg, Sven och Sören Roos. Insp. 1989. 1992

### CDi nummerordning, sista årtalet är utgivningsår
- GCD 3. Låtar på Bodamål. Boda spelmanslag. Återutgivning 2002
- GCD 12. Nils Agenmark. Återutgivning 1994
- GCD 13. Frihetens långdans. Pers Hans Olsson. Återutgivning 1994
- GCD 14. Hopspelt. Kalle Almlöf, Jonny Soling. Återutgivning 1991
- GCD 15. Längs gamla stigar och färdevägar. Simon Simonssons kvartett. Återutgivning 1991
- GCD 16. Hjort Anderslåtar. Ole Hjorth. Insp. 1990. 1991
- GCD 17. Kungs Levi Nilsson. Insp. 1990. 1991
- GCD 18. Tillmanlåtar. Matts Arnberg, Lars Hökpers, Sven och Sören Roos. Insp. 1992. 1993
- GCD 19. Mats Berglund. Insp. 1991–1992. 1993
- GCD 20. Per Gudmundson. Insp. 1991–1992. 1993
- GCD 21. Ola Bäckström. Med Carina Normansson, Hans Röjås, Stefan Ekedahl, Björn Tollin. Insp. 1992–1993. 1994
- GCD 22–24. Hjort Anders Olsson. Med Viksta-Lasse, Johan Olsson, Nils Agenmark, Ole Hjorth. 3 CD. Insp. 1917–1952. Producerad av Ole Hjorth och Gunnar Ternhag, teknisk bearbetning av Mats Hellberg. 1996
- GCD 25. Pers Hans Olsson och Björn Ståbi. Insp. 1994. 1995
- GCD 26. Rättviks spelmanslag 50 år. Insp. 1994. 1994
- GCD 27. Jonny Soling. Insp. 1994, producerad av Kalle Almlöf. 1995
- GCD 28. Päkkos Gustaf & Ole Hjorth. Insp. 1989 och 1995. 1996
- GCD 29. Anaros. Agneta Stolpe, Per Gudmundson, Ola Bäckström, Lars-Urban Helje. Insp. 1998. 1999
- GCD 30. Lejsmelåtar. Kalle Almlöf. Insp. 1996. 1997
- GCD 31. Uppå marmorns höga berg. Susanne Rosenberg, Rosenbergs sjua. Insp. 1995. Första Giga-produktion utan dalamaterial, Hellberg och Rosenberg producerade. 1996
- GCD 32. Drängkammarlåtar. Simon och Olle Simonsson, Kjell-Erik Eriksson. Insp. 1996. 1997
- GCD 33. Erik Björkman och Svärdsjö spelmanslag. Insp. 1978 och 1996. Björkmans soloinspelningar hade gjorts av Nils Wålstedt i samband med en LP-produktion med Lillemor Lind. 1996
- GCD 34. Perjos Lars Halvarsson och Mattias Helje. Insp. 1996. 1997
- GCD 35. Orsalåtar. Björn Ståbi. Insp. 1996. 1997
- GCD 36. Tokpolska. Ellika Frisell, Sven Ahlbäck, Mats Edén. Insp. 1997. 1998
- GCD 37. Låtar inifrån. Pers Hans Olsson. Insp. 1997. 1998
- GCD 38. All den kärlek. Kungs Levi, Alm Nils, Kjell-Olov Nilsson, Saras Göte. Insp. 1996–1997. 1998
- GCD 39. Gränslandslåtar. Mats Berglund med Göran Håkansson, Fredrik Lundberg, Anders Nordlöf. Insp. 1998. 1999
- GCD 40. Leksands spelmanslag 50 år. Insp. 1998. 1998
- GCD 41. Malungs spelmanslag 50 år. Insp. 1998. 1998
- GCD 42. Orsa spelmanslag 50 år. Insp. 1998. 1998
- GCD 43. Bohusbeddar och Övdalslieker. Marie Stensby och Verf Lena. Insp. 1998. 1999
- GCD 44. Arabiskan. Ole Hjorth och Sven Ahlbäck. Insp. 1999. 2000
- GCD 45. Livets låt. Simon Simonsson. Insp. 1999. 1999
- GCD 46. Malungslek. Kalle och Anders Almlöf. Insp. 1999. 2000
- GCD 47. Flöde. Per Gudmundson & Björn Ståbi. Insp. 2003–2004. 2004
- GCD 48. Danslåtar efter Hedlund. Svärdsjö spelmanslag. 1999
- GCD 49. Mikaelidansen. Bengt Löfberg, Pelle Björnlert, Erik Pekkari. Insp. 1999. 2000
- GCD 50. Rågången. Pers Hans, Per Gudmundson, Leif Göras, Stig Ivars. Insp. 1999. 2000
- GCD 51. Orsa-ljodr. Olle Moraeus och Nicke Göthe. Insp. 2000. 2000
- GCD 52. Långt jässbôd. Erik Hjärp dragspel. Insp. 1995 och 2000, producerad av Hellberg och Björn Ståbi. 2001
- GCD 53. Klacklek. Sophia Eriksson, Anders Nygårds, David Tallroth. Insp. 2000. 2001
- GCD 54. Smedjelåtar. Mattias Helje, Anders Almlöf, Zara Helje, Perjos Lars Halvarsson. Insp. 2001. 2002
- GCD 55. Efterkälken. Ole Hjorth och Jonny Soling. Insp. 2000. 2002
- GCD 56. Luringen. Bengt Löfberg. Insp. 2001, producerad av Hellberg och Pelle Björnlert. 2001
- GCD 57. Fors. Pelle Björnlert. Insp. 2001, producerad av Hellberg och Bengt Löfgren. 2001
- GCD 58. Päkkoslåtar. Päkkos Gustav, Jonas Holmén, Ola Bäckström. Insp. 2000. 2001
- GCD 59. Mats Berglunds Trio. Med Leo Svensson och Andreas Ralsgård. Insp. 2002. 2003
- GCD 60. Offerdalslåtar. Kjell-Erik Eriksson. Insp. 2001. 2002
- GCD 61. Orustlåtar. Göran Premberg. Insp. 2001. 2002
- GCD 62. Svärdsjö spelmanslag 50 år. Insp. 2001. 2002
- GCD 63. Prat / Talking. Ellika Frisell. Insp. 2003. 2004
- GCD 64. Jaggu lekar. Per-Olof Moll, Per Hardestam. Insp. 2002. 2003
- GCD 65. Med hull och hår. Anders Norudde, Leo Svensson, Göran Fredriksson. Insp. 2002. 2003
- GCD 66. Bodalåtar. Jonas Brandin, Erik Berg, Hadrian Prett. Insp. 2003. 2004
- GCD 67. Gubbstöt. Erik Pekkari med Pelle Björnlert, Bengt & Anders Löfberg. Insp. 2003. 2004
- GCD 68. Boggdansen. Ola Bäckström. Insp. 2005. 2005
- GCD 69. Boda spelmanslag 50 år. Insp. 2003. 2003
- GCD 70. Förr så har jag dansat. Bosse Larsson & Ole Hjorth. Insp. 2003–2004, producerad av Hellberg och Jonny Soling. 2004
- GCD 71. Böndernas underverk. Lennart Gybrant och Anders Norudde. Insp. 2003. 2005
- GCD 72. Bara för ros skull. Anders Svensson. Insp. 2004. 2005
- GCD 73. Anno 2010. Mats Edén, Leif & Magnus Stinnerbom, Daniel Sandén-Warg. Insp. 2009–2010 av Magnus Stinnerbom och Christian Svensson. 2010
- GCD 74. Öst och väst. Kalle Almlöf och  Jonny Soling. Insp. 2005. 2005
- GCD 75. Norrbottenslåtar, svensk folkmusik i Norrbotten. Svante Lindqvist och Markus Falck. Insp. 2005, mastrad av Jan-Eric Persson, med Lindqvist och Falck som producenter. 2009
- GCD 76. Musikanter, polskor och andanter. Pelle Björnlert och Johan Hedin. Insp. 2005. 2006
- GCD 77. Bland Winblad och Tulpan. Ulf Störling och Anders Henriksson. Insp. 2005. 2006
- GCD 78. Gässbikôllor. Täpp Ida Almlöf, Jenny Täpp och Jenny Bergman. Insp. 2005. 2006
- GCD 79. Glädjen. Sonia Sahlström och Håkan Larsson. Insp. 2008 av Martin Igelström, producerad av Olov Johansson. 2009
- GCD 80. Trall. Ulrika Gunnarsson, Esbjörn Hazelius och Anders Löfberg. Insp. 2008 av Janne Vibeck, producerad av Gunnarsson och Agneta Stolpe. 2009
- GCD 81–82. Bålgetingen: Låtar efter August Strömberg, Jät. Anders Svensson, Magnus Gustafsson m.fl. 2 CD. Insp. 2009 av Lennart Nilsson, producerad av Svensson och Gustafsson. 2010

### Fotnoter
1. 1 2  ”Om Giga”. Giga Folkmusik. http://www.giga.w.se/svensk/Om.html. Läst 28 januari 2012.
2. ↑  ”Folkmusik på nya sätt”. Dagens Nyheter. http://www.dn.se/kultur-noje/musik/folkmusik-pa-nya-satt-?rm=print. Läst 28 januari 2012.
3. ↑  ”Giga Folkmusik”. Svensk mediedatabas. http://smdb.kb.se/catalog/search?q=giga+folkmusik+typ%3Afonogram. Läst 28 januari 2012.